# Esley
Esleys est une commune française située dans le département des Vosges, en région Grand Est.
Ses habitants sont appelés les Aleysiens.

## Géographie

### Communes limitrophes
|                   | Remoncourt | Valfroicourt          |
| Monthureux-le-Sec | Esley      | Sans-Vallois          |
|                   | Senonges   | Dommartin-lès-Vallois |

### Hydrographie

#### Réseau hydrographique
La commune est située pour partie dans le bassin versant du Rhin au sein du bassin Rhin-Meuse et pour partie dans le bassin versant de la Saône au sein du bassin Rhône-Méditerranée-Corse. Elle est drainée par le ruisseau d'Esley et le Bouxérat,.

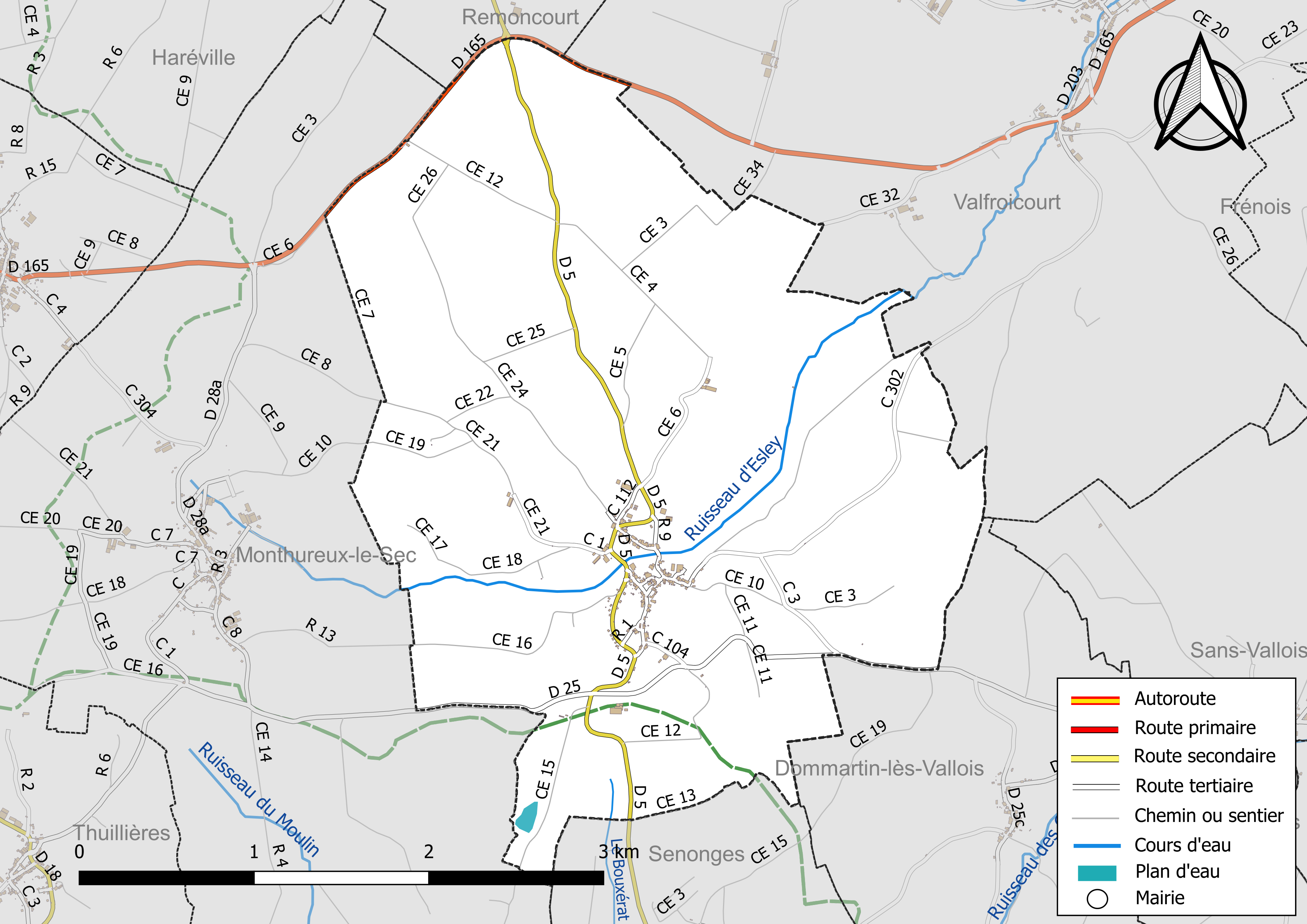
Réseaux hydrographique et routier d'Esley.

#### Gestion et qualité des eaux
Le territoire communal est couvert par le schéma d'aménagement et de gestion des eaux (SAGE) « Nappe des Grès du Trias Inférieur ». Ce document de planification, dont le territoire comprend le périmètre de la zone de répartition des eaux de la nappe des Grès du trias inférieur (GTI), d'une superficie de 1 497 km2,  est en cours d'élaboration. L’objectif poursuivi est de stabiliser les niveaux piézométriques de la nappe des GTI et atteindre l'équilibre entre les prélèvements et la capacité de recharge de la nappe. Il doit être cohérent avec les objectifs de qualité définis dans les SDAGE Rhin-Meuse et Rhône-Méditerranée. La structure porteuse de l'élaboration et de la mise en œuvre est le conseil départemental des Vosges.
La qualité des eaux de baignade et des cours d’eau peut être consultée sur un site dédié géré par les agences de l’eau et l’Agence française pour la biodiversité. 

### Climat
Pour des articles plus généraux, voir Climat du Grand Est et Climat des Vosges.
En 2010, le climat de la commune est de type climat de montagne, selon une étude du Centre national de la recherche scientifique s'appuyant sur une série de données couvrant la période 1971-2000. En 2020, Météo-France publie une typologie des climats de la France métropolitaine dans laquelle la commune est dans une zone de transition entre le climat océanique altéré et le climat océanique altéré et est dans la région climatique  Lorraine, plateau de Langres, Morvan, caractérisée par un hiver rude (1,5 °C), des vents modérés et des brouillards fréquents en automne et hiver. 
Pour la période 1971-2000, la température annuelle moyenne est de 9,5 °C, avec une amplitude thermique annuelle de 17 °C. Le cumul annuel moyen de précipitations est de 965 mm, avec 12,7 jours de précipitations en janvier et 9,8 jours en juillet. Pour la période 1991-2020, la température moyenne annuelle observée sur la station météorologique de Météo-France la plus proche, « Lignéville », sur la commune de Lignéville à 8 km à vol d'oiseau, est de 10,3 °C et le cumul annuel moyen de précipitations est de 856,3 mm. 
La température maximale relevée sur cette station est de 38,7 °C, atteinte le 25 juillet 2019 ; la température minimale est de −17,5 °C, atteinte le 20 décembre 2009,,. 
Les paramètres climatiques de la commune ont été estimés pour le milieu du siècle (2041-2070) selon différents scénarios d'émission de gaz à effet de serre à partir des nouvelles projections climatiques de référence DRIAS-2020. Ils sont consultables sur un site dédié publié par Météo-France en novembre 2022.

## Urbanisme

### Typologie
Au 1er janvier 2024, Esley est catégorisée commune rurale à habitat dispersé, selon la nouvelle grille communale de densité à sept niveaux définie par l'Insee en 2022.
Elle est située hors unité urbaine. Par ailleurs la commune fait partie de l'aire d'attraction de Vittel - Contrexéville, dont elle est une commune de la couronne,. Cette aire, qui regroupe 72 communes, est catégorisée dans les aires de moins de 50 000 habitants,.

### Occupation des sols

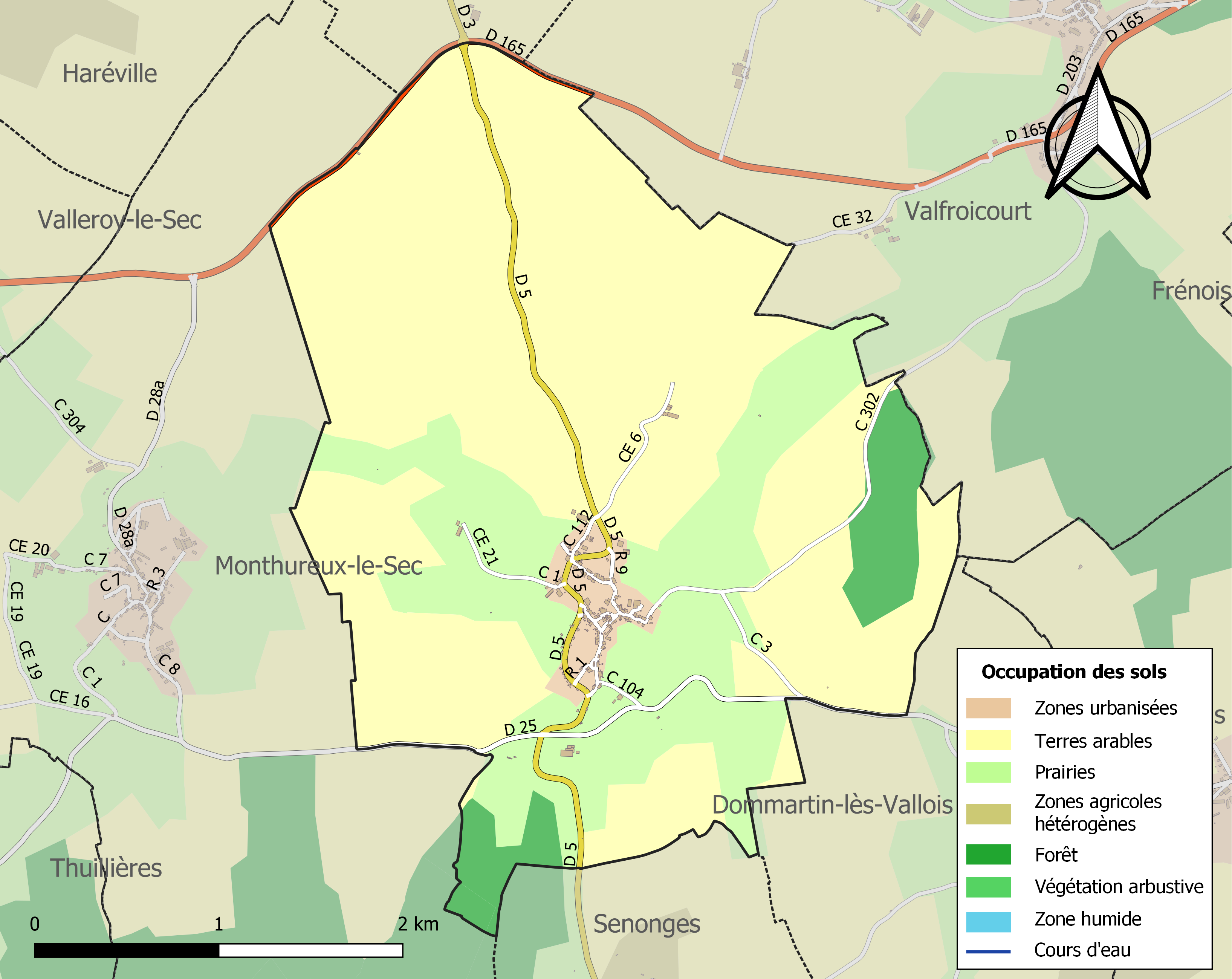
Carte des infrastructures et de l'occupation des sols de la commune en 2018 (CLC).

L'occupation des sols de la commune, telle qu'elle ressort de la base de données européenne d’occupation biophysique des sols Corine Land Cover (CLC), est marquée par l'importance des territoires agricoles (91,4 % en 2018), en diminution par rapport à 1990 (94,3 %). La répartition détaillée en 2018 est la suivante : 
terres arables (66,9 %), prairies (24,5 %), forêts (5,7 %), zones urbanisées (2,9 %).
L'IGN met par ailleurs à disposition un outil en ligne permettant de comparer l’évolution dans le temps de l’occupation des sols de la commune (ou de territoires à des échelles différentes). Plusieurs époques sont accessibles sous forme de cartes ou photos aériennes : la carte de Cassini (XVIIIe siècle), la carte d'état-major (1820-1866) et la période actuelle (1950 à aujourd'hui).

## Toponymie
Le nom de la localité est attesté sous les formes Asleio (Xe siècle) ; U. de Aleja (vers 1145) ; Aleia (1189) ; W. de Eleia (XIe ou XIIe siècle) ; Ellie (1316) ; Elye (1322) ; « Jehan dit Le Vogien d’Allie » (1380) ; Helye (XIVe siècle) ; De Helyo (1402) ; George Dalye (1441) ; Alye (1491) ; Guillaume d’Eslie (1542) ; Elley (1656) ; Éley (1694) ; Esley (1711).

### Lieux-dits et écarts
La commune compte 150 lieux-dits administratifs répertoriés consultables ici (source : le fichier Fantoir) dont Bénie fontaine, les Révillons, le Landubois, le Rond Bois, la Chapelle, le Haut des Quarrés, la Voivre, la Planchotte, le Broquelaux, les Thaons, les Pierrottes, le Rupt d'Hervaux, la Justice, les Champs Liébaut, le Rambouchau, le Blanc Meix, la Fourrière du Chêne, l'Hembotin, Grand Pré, la Quetiotte.

## Histoire
Il existait à Esley une commanderie de l'ordre des Templiers fondée en 1145 par le comte Simon III et Wichard de Monthureux.Ces deux sources, d’ailleurs redondantes, ne donnent aucune référence de leurs citations. Selon Charles Durand, il s’agirait plutôt d’une tradition orale. Ni Henri Lepage, auteur d’une notice sur les établissements de l'ordre de Saint-Jean de Jérusalem en Lorraine, ni Auguste Didot, auteur d’un mémoire sur les établissements de l'ordre du Temple en Lorraine, n’en disent le moindre mot. Plus probablement, il pourrait y avoir eu une ferme dépendant de la commanderie du Temple puis de Saint-Jean de Jérusalem de Norroy-sur-Vair, distant d’une vingtaine de km.
Sous l'Ancien Régime, Esley appartenait au bailliage de Darney. Son église, dédiée à saint André, était du diocèse de Saint-Dié, doyenné d’Escles. La cure était à la collation du seigneur du lieu.
De 1790 à l’an IX, Esley a fait partie du canton de Valfroicourt. Elle appartient depuis 2017 à la communauté de communes Les Vosges Côté Sud-Ouest après avoir intégré la communauté de communes.

## Politique et administration

### Budget et fiscalité 2019
En 2019, les comptes de la commune ressortaient ainsi :
- total des produits de fonctionnement : 216 000 €, soit 1 114 € par habitant ;
- total des charges de fonctionnement : 89 000 €, soit 458 € par habitant ;
- total des ressources d’investissement : 113 000 €, soit 584 € par habitant ;
- total des emplois d’investissement :  305 000 €, soit  1 571 € par habitant.
- endettement : 148 000 €, soit 765 € par habitant.

Avec les taux de fiscalité suivants :
- taxe d’habitation : 9,19 % ;
- taxe foncière sur les propriétés bâties : 5,57 % ;
- taxe foncière sur les propriétés non bâties : 7,84 % ;
- taxe additionnelle à la taxe foncière sur les propriétés non bâties (taux fixé par la communauté de communes qui en perçoit le produit): 38,75 % ;
- cotisation foncière des entreprises (taux fixé par la communauté de communes qui en perçoit le produit): 22,72 %.

Chiffres clés Revenus et pauvreté des ménages en 2018 : Médiane en 2018 du revenu disponible, par unité de consommation : 19 970 €.

### Liste des maires
| Période                                  | Période                      | Identité               | Étiquette | Qualité              |
| ---------------------------------------- | ---------------------------- | ---------------------- | --------- | -------------------- |
| Les données manquantes sont à compléter. |                              |                        |           |                      |
|                                          | mars 2001                    | Albert Fäh (1922-2007) | Gaulliste | Gérant de fromagerie |
| mars 2001                                | 3 juillet 2020               | Gérald Kislig          |           | Agriculteur          |
| 3 juillet 2020                           | En cours (au 3 juillet 2020) | Christelle Thiebaut    |           | ATSEM                |

## Population et société

### Démographie
L'évolution du nombre d'habitants est connue à travers les recensements de la population effectués dans la commune depuis 1793. Pour les communes de moins de 10 000 habitants, une enquête de recensement portant sur toute la population est réalisée tous les cinq ans, les populations de référence des années intermédiaires étant quant à elles estimées par interpolation ou extrapolation. Pour la commune, le premier recensement exhaustif entrant dans le cadre du nouveau dispositif a été réalisé en 2006.

En 2022, la commune comptait 170 habitants, en évolution de −10,05 % par rapport à 2016 (Vosges : −2,96 %, France hors Mayotte : +2,11 %).
| 1793 | 1800 | 1806 | 1821 | 1831 | 1836 | 1841 | 1846 | 1856 |
| ---- | ---- | ---- | ---- | ---- | ---- | ---- | ---- | ---- |
| 317  | 377  | 366  | 416  | 458  | 486  | 490  | 492  | 412  |

| 1861 | 1866 | 1876 | 1881 | 1886 | 1891 | 1896 | 1901 | 1906 |
| ---- | ---- | ---- | ---- | ---- | ---- | ---- | ---- | ---- |
| 432  | 439  | 432  | 407  | 405  | 413  | 366  | 360  | 339  |

| 1911 | 1921 | 1926 | 1931 | 1936 | 1946 | 1954 | 1962 | 1968 |
| ---- | ---- | ---- | ---- | ---- | ---- | ---- | ---- | ---- |
| 341  | 297  | 279  | 266  | 267  | 268  | 259  | 259  | 248  |

| 1975 | 1982 | 1990 | 1999 | 2006 | 2011 | 2016 | 2021 | 2022 |
| ---- | ---- | ---- | ---- | ---- | ---- | ---- | ---- | ---- |
| 184  | 174  | 189  | 189  | 178  | 169  | 189  | 178  | 170  |

## Culture locale et patrimoine

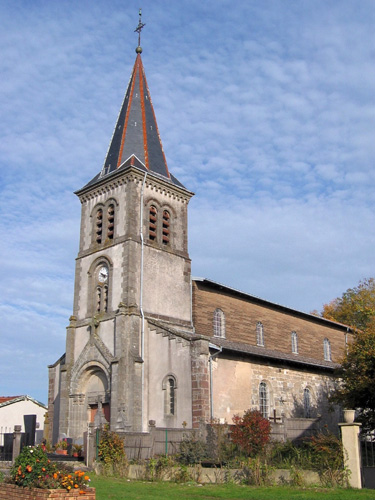
L'église Saint-André.

### Lieux et monuments
- Église Saint-André datant du XIe siècle dont la crypte romane est classée au titre des monuments historiques par arrêté du 1er avril 1910. L’église est bâtie sur une déclivité assez prononcée descendant de l'ouest à l'est. La crypte[20] occupe la différence de niveau entre l'emplacement de la façade occidentale de l'église et celui de son chevet. C’est une construction très soignée, en grès bigarré, avec d’imposants piliers carrés ou cylindriques, qui n'est certainement pas antérieure au milieu du XIIe siècle. Elle comprend une nef centrale terminée par une abside, et deux collatéraux avec absidioles.  La nef comprend deux travées géminées ; chaque bas-côté, deux travées simples, le tout voûté d'arêtes. Des passages avec escaliers pratiqués dans le mur occidental de chacun des collatéraux faisaient communiquer la crypte avec l'église haute. Les trois anciens autels existent encore. Nombreuses photos couleurs sur le site Patrimoine de Lorraine[28].
- Monument aux morts.
- Cavités souterraines naturelles : doline du Lan du Bois.
- Grosse sphère en terre cuite près du terrain de football.

### Héraldique, logotype et devise
| Blason | Blasonnement : De gueules, à la croix pattée d'argent chargée en cœur d'un besant du même. Commentaires : la croix pattée rappelle la construction vers 1100 de la crypte attribuée à l'Ordre du Temple. |